# 병맛
병맛은 대한민국의 인터넷 신조어로, '병신같은 맛'을 줄인 말이다. '맥락 없고 형편없으며 어이없음'을 뜻한다. 주로 대상에 대한 조롱과 재미의 의미를 내포하고 있다. 인터넷상에서 병맛의 개념을 가장 널리 표방하는 방식은 웹툰으로, '병맛 만화'로도 불린다. 병맛 만화의 특징은 대충 그린 듯한 작화체, 비정상적인 이야기 구성 및 내용이다.

## 역사
처음에는 디시인사이드의 카툰-연재갤러리(카연갤) 내에서 생겨난 낱말로, 시초는 카연갤에서 정재황이란 만화를 연재하던 무악공고에게서 비롯되어, 현 카연갤 병맛 본좌로 불리는 잉위에 의하여 발전된다. '처음엔 병신같으나 재미있다.'와 같은 좋은 뜻으로 쓰였으나 후에 너도나도 병맛 만화를 그리게 되면서 부정적 의미로 변질되었다. 네티즌들이 인터넷상에 올라온 다양한 창작물들 중 수준 이하라고 생각되는 것에 답글을 달 때 사용하였다. 그 뒤 대상이 신문 기사나 칼럼, 프로그램 등으로 다변화되었다.

## 유행
병맛이라는 개념이 유행하게 된 이유가 '완전무결함만 살아남는 답답함에서 벗어나고자 하는 욕구'와 '스스로를 패배자라고 인식하는 사람들의 증가'라는 시각이 있다. 잘 만들어진 완벽함과는 동떨어진 어설픈 낙서나 그림을 보며 재미와 카타르시스를 느끼며, 경기침체로 자기 비하에 빠진 청년층이 스스로를 '병맛'으로 규정하기 때문이라는 것이다. '획일화된 기성품만을 내놓는 교육 제도에 대한 반동' 또는 '일반적이지 않은 자신의 취향에 대한 소극적인 표현'이라는 분석이 있다. 1980년대까지는 비범한 인물의 성공 스토리가 공감을 얻어냈다면, 2000년 이후는 패배 의식을 지닌 청년들의 정서를 반영하는 병맛 개념이 공감을 얻어내고 있다는 주장이 있다.

## 같이 보기
- 이말년
- 병맛 만화
- 초현실주의
- 부조리